# Elk Creek (Nebraska)
Elk Creek es una villa ubicada en el condado de Johnson, Nebraska, Estados Unidos. Tiene una población estimada, a mediados de 2022, de 69 habitantes.

## Geografía
La localidad está ubicada en las coordenadas 40°17′18″N 96°7′37″O / 40.28833, -96.12694. Según la Oficina del Censo de los Estados Unidos, tiene una superficie de 0.34 km², correspondientes en su totalidad a tierra firme.

## Demografía
Según el censo de 2020, en ese momento había 69 personas residiendo en la localidad. La densidad de población era de 200 hab./km². El 91.30% de los habitantes eran blancos, el 1.45% era de otra raza y el 7.25% eran de una mezcla de razas. Del total de la población, el 8.70% eran hispanos o latinos de cualquier raza.